# Shabānkāreh
Shabānkāreh (persiska: ده كهنه, شبانکاره) är en ort i Iran.   Den ligger i provinsen Bushehr, i den centrala delen av landet, 700 km söder om huvudstaden Teheran. Shabānkāreh ligger 36 meter över havet och antalet invånare är 6 975.
Terrängen runt Shabānkāreh är platt åt sydväst, men åt nordost är den kuperad. Runt Shabānkāreh är det ganska glesbefolkat, med 43 invånare per kvadratkilometer. Närmaste större samhälle är Āb Pakhsh, 14,8 km sydost om Shabānkāreh. Trakten runt Shabānkāreh är ofruktbar med lite eller ingen växtlighet.